# Storbritanniens Grand Prix 1953
Storbritanniens Grand Prix 1953 var det sjätte av nio lopp ingående i formel 1-VM 1953.  

## Resultat
1. Alberto Ascari, Ferrari, 8+½ poäng
2. Juan Manuel Fangio, Maserati, 6
3. Nino Farina, Ferrari, 4
4. José Froilán González, Maserati, 3+½
5. Mike Hawthorn, Ferrari, 2
6. Felice Bonetto, Maserati
7. Prince Bira, Connaught-Francis
8. Ken Wharton, Ken Wharton (Cooper-Bristol)
9. Peter Whitehead, Atlantic Stable (Cooper-Alta)
10. Louis Rosier, Ecurie Rosier (Ferrari)

### Förare som bröt loppet
- Jimmy Stewart, Ecurie Ecosse (Cooper-Bristol) (varv 79, snurrade av)
- Tony Rolt, R R C Walker (Connaught-Francis) (70, bakaxel)
- Luigi Villoresi, Ferrari (65, drivaxel)
- Onofre Marimón, Maserati (65, motor)
- Alan Brown, R J Chase (Cooper-Bristol) (56, överhettning)
- Peter Collins, HMW-Alta (56, snurrade av)
- Jack Fairman, HMW-Alta (54, koppling)
- Roy Salvadori, Connaught-Francis (50, hjul)
- Emmanuel de Graffenried, Emmanuel de Graffenried (Maserati) (34, koppling)
- Lance Macklin, HMW-Alta (31, koppling)
- Jean Behra, Gordini (30, bränslepump)
- Ian Stewart, Ecurie Ecosse (Connaught-Francis) (24, tändning)
- Maurice Trintignant, Gordini (14, drivaxel)
- Duncan Hamilton, HMW-Alta (14, koppling)
- Bob Gerard, Bob Gerard (Cooper-Bristol) (8, upphängning)
- Harry Schell, Gordini (5, elsystem)
- Kenneth McAlpine, Connaught-Francis (0, bröt loppet)
- Tony Crook, Tony Crook (Cooper-Bristol) (0, bränslesystem)

### Förare som ej startade
- Louis Chiron, Louis Chiron (Osca)